# Vecpiebalga kommun
Vecpiebalgas novads var en kommun i Lettland. Den låg i den centrala delen av landet, 100 km öster om huvudstaden Riga. Antalet invånare var 4 776. Arean var 543 kvadratkilometer.
2021 slogs kommunen samman med Cēsis kommun.
Följande samhällen finns i Vecpiebalgas novads:
- Vecpiebalga